# Liriomyza navarinensis
Liriomyza navarinensis är en tvåvingeart som beskrevs av Spencer 1982. Liriomyza navarinensis ingår i släktet Liriomyza och familjen minerarflugor. Inga underarter finns listade i Catalogue of Life.